# Bosch Industriekessel
Bosch Industriekessel GmbH, ehemals Loos International, ist ein Hersteller von Dampfkesseln und Heizkesseln für gewerbliche und industrielle Anwendung mit Sitz in Gunzenhausen (Deutschland) und einem weiteren Produktionsstandort in Bischofshofen (Österreich).
Bosch Industriekessel beschäftigt ca. 600 Mitarbeiter und erwirtschaftete im Jahr 2008 einen Umsatz von 170 Millionen Euro. Seit 1865 wurden über 110.000 Kessel in mehr als 140 Länder der Welt geliefert. Die Gesellschaft befand sich fünf Generationen unter familiärer Führung und gehört seit 2009 zur weltweit agierenden Bosch-Gruppe. Die Vertriebsaktivitäten im Ausland werden von Tochtergesellschaften und Niederlassungen der Bosch Thermotechnik fast überall auf der Welt unterstützt.

## Geschichte
1865 erfolgte die Gründung durch Philipp Loos in Neustadt an der Weinstraße. 1879 war die Umsiedlung nach Offenbach am Main. Theodor Loos errichtete 1917 das Werk in Gunzenhausen. Carlo Loos, der 1936 die Firmenleitung übernahm, machte sich verdient in Gunzenhausen und um das Unternehmen, indem er einen Unterstützerverein für in Not geratene Mitarbeiter gründete (1938), die Zahlung von Betriebsrenten einführte (1966) und Loos zu einem weltweit agierenden Konzern wandelte (u. a. Gründung der Filiale in Bischofshofen/Land Salzburg 1962).

Historisches Logo

Der liegende 3-Zug-Flammrohr-Rauchrohrkessel mit innenliegender, wassergekühlter Wendekammer wurde 1952 von Loos zum Patent angemeldet. 1958 erfolgte eine Werkserweiterung im Ortsteil Schlungenhof (Gunzenhausen) für die Produktion von mittleren Kesseln und Schnelldampferzeugern sowie 1962 die Werkserweiterung Bischofshofen (Österreich).
1980 war die Gründung der Vertriebsniederlassung in Singapur. 1990 entstand die Vertriebstochtergesellschaft Loos France in Frankreich und 1991 folgten mit Kotle Loos in Tschechien und Loos Scandinavia in Dänemark weitere. 1996 entstand die Vertriebstochtergesellschaft Loos Centrum in Polen, 1998 Loos Hellas in Griechenland und 1999 Loos China in China.
1999 wurde die Firma Eisenwerk Theodor Loos GmbH geändert in Loos Deutschland GmbH und die gesamte Unternehmensgruppe trat unter Loos International auf. 2000 kamen mit Loos UK in Großbritannien und 2001 mit LOOS Iberica in Spanien weitere Vertriebsniederlassungen hinzu. 2005 erfolgte ein Hallenerweiterung im Werk Schlungenhof, Gunzenhausen und die Übergabe des hunderttausendsten Kessels an den Endkunden. 2006 war Gründung der Vertriebstochtergesellschaften Loos Italia in Italien und 2007 Loos Russia in Russland.
Im April 2009 haben sich die Gesellschafter von Loos International entschlossen, sämtliche Unternehmensanteile an die Bosch Thermotechnik zu verkaufen. Bosch Thermotechnik hat das Unternehmen LOOS mit Sitz in Gunzenhausen sowie dessen ausländische Tochtergesellschaften und Beteiligungen am 3. August 2009 zu 100 % übernommen.
Seit April 2011 firmieren die Firmen in Deutschland und Österreich unter dem Namen Bosch Industriekessel GmbH, bzw. Bosch Industriekessel Austria GmbH.
Zum 1. Juli 2012 wurde der Name Loos zugunsten der Firmenbezeichnung Bosch aufgegeben.

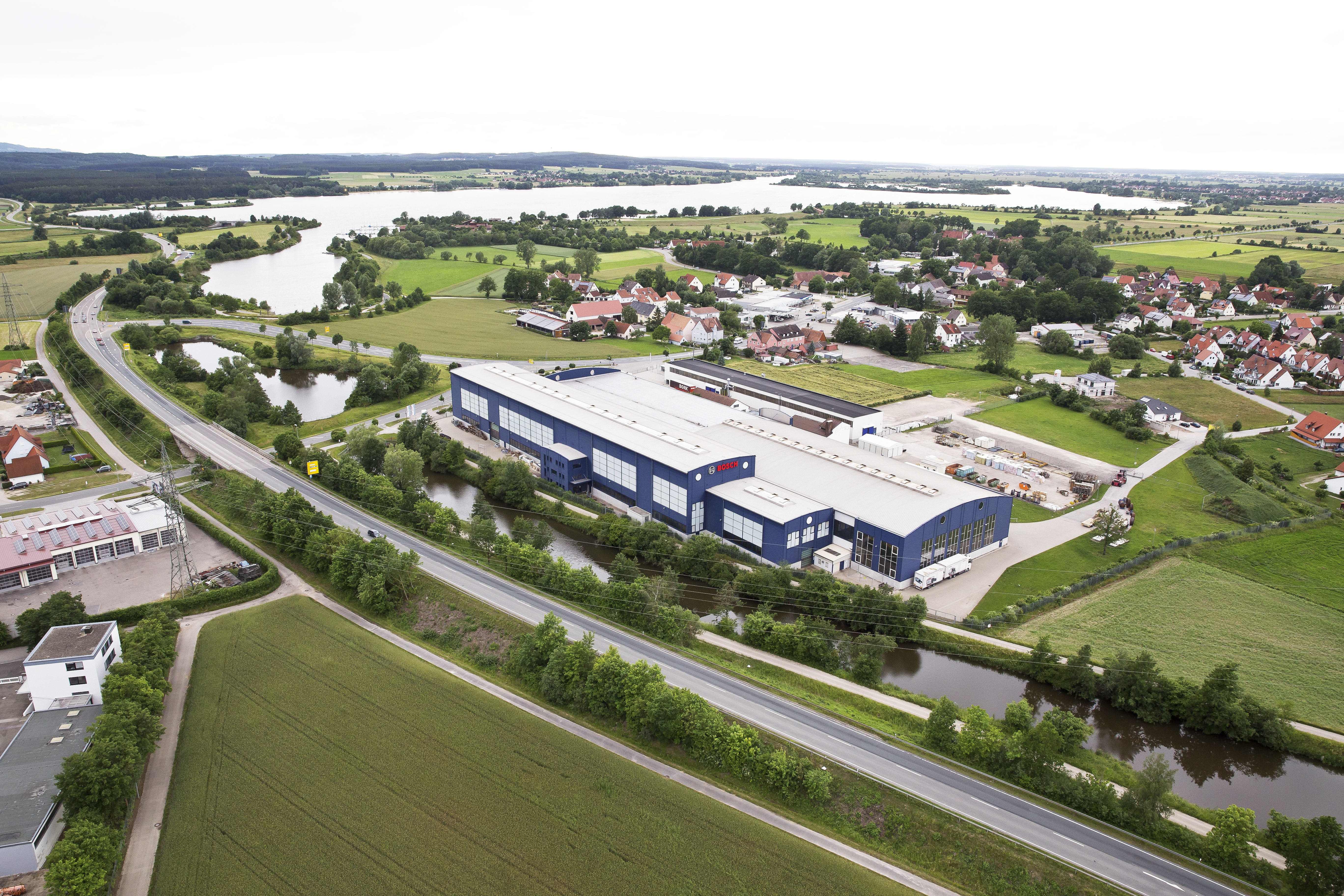
Luftbild des Fertigungsstandorts Gunzenhausen Schlungenhof
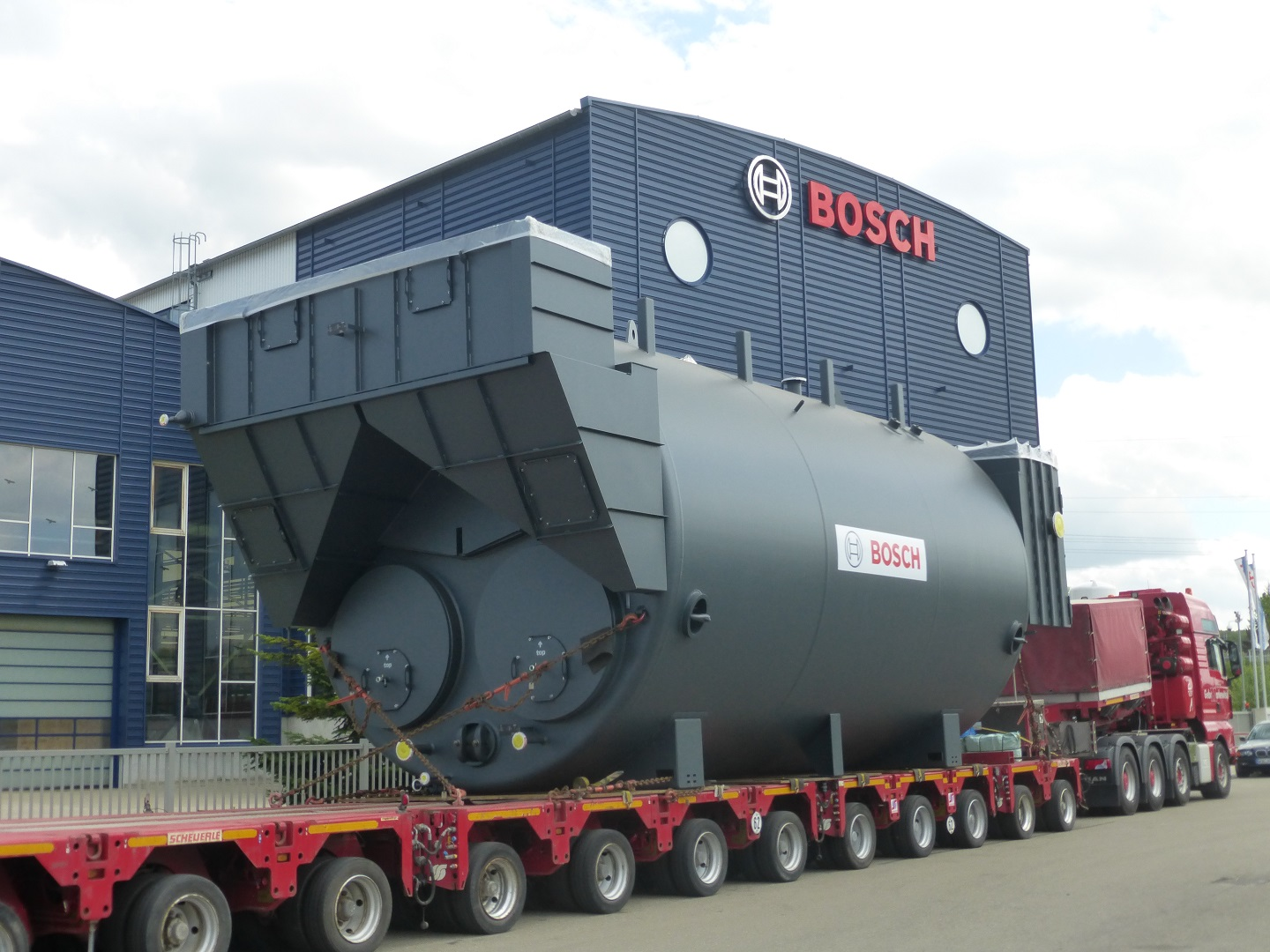
Typischer 3-Zug Kessel zur Dampferzeugung (hier: Kesselkörper ohne Isolation)
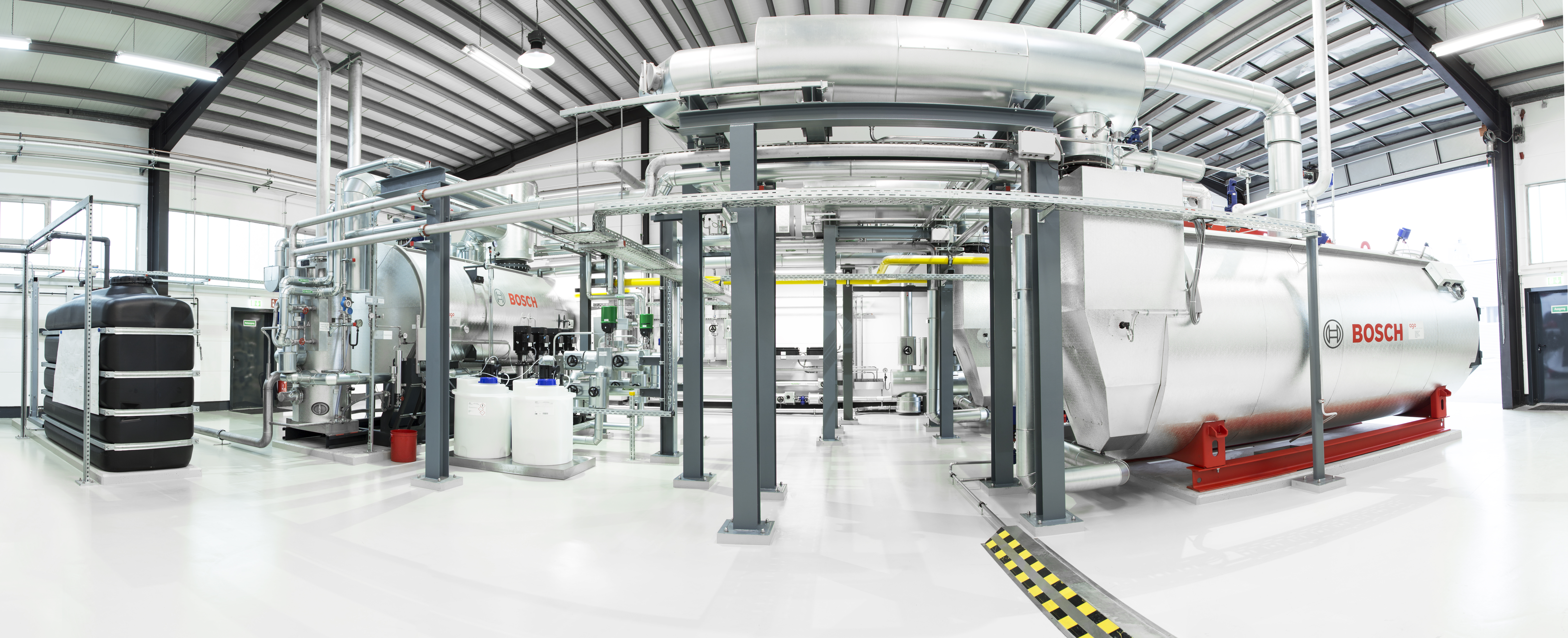
Typische Dampferzeugungsanlage mit Wasseraufbereitung und Abwärmerückgewinnung. Prozesswärmeversorgung eines Industriebetriebs.
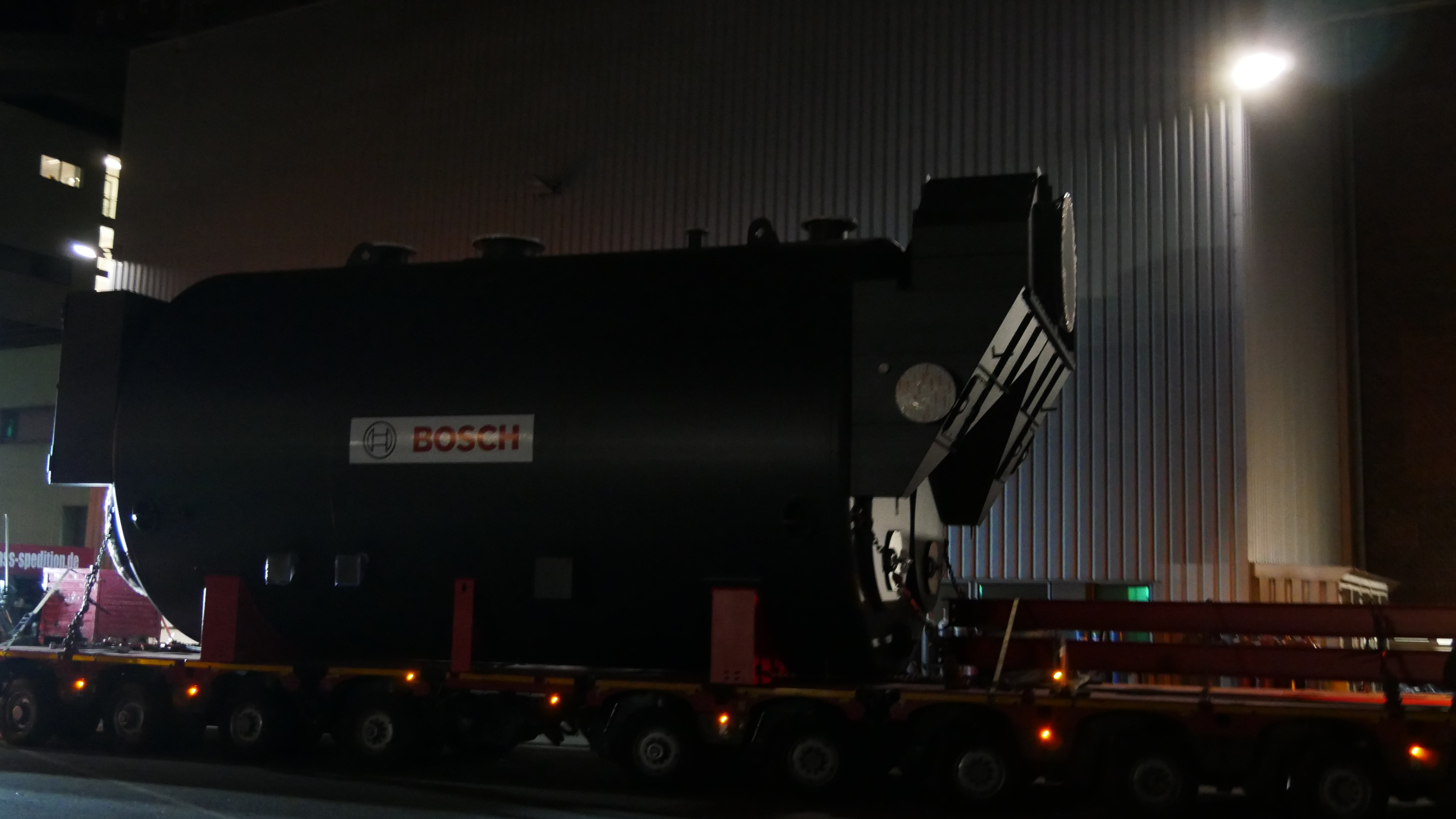
38MW-Kessel auf Schwertransport am Montageort im Kraftwerk Bremen-Hafen
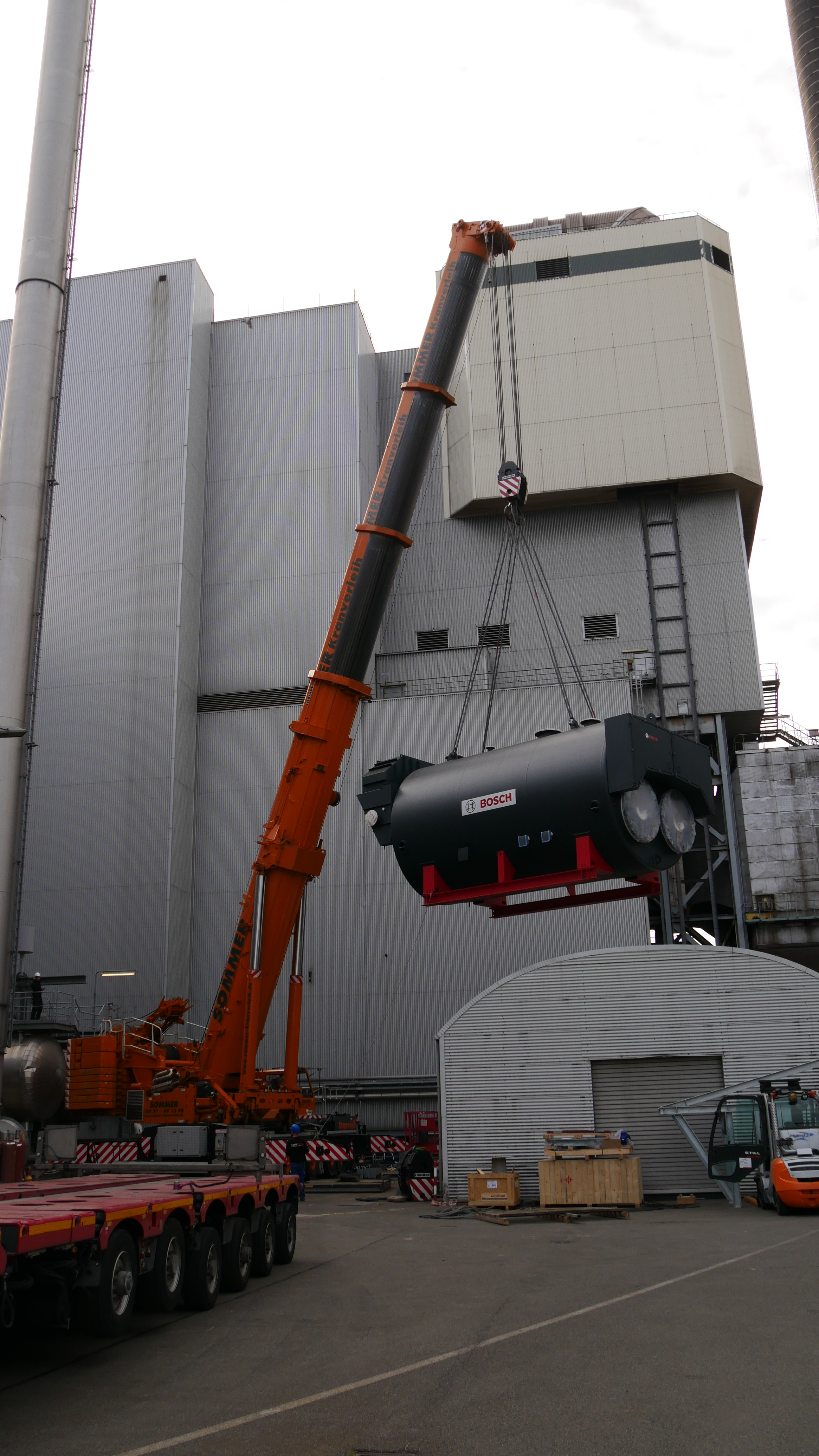
38MW-Kessel am Kran im KW Hafen
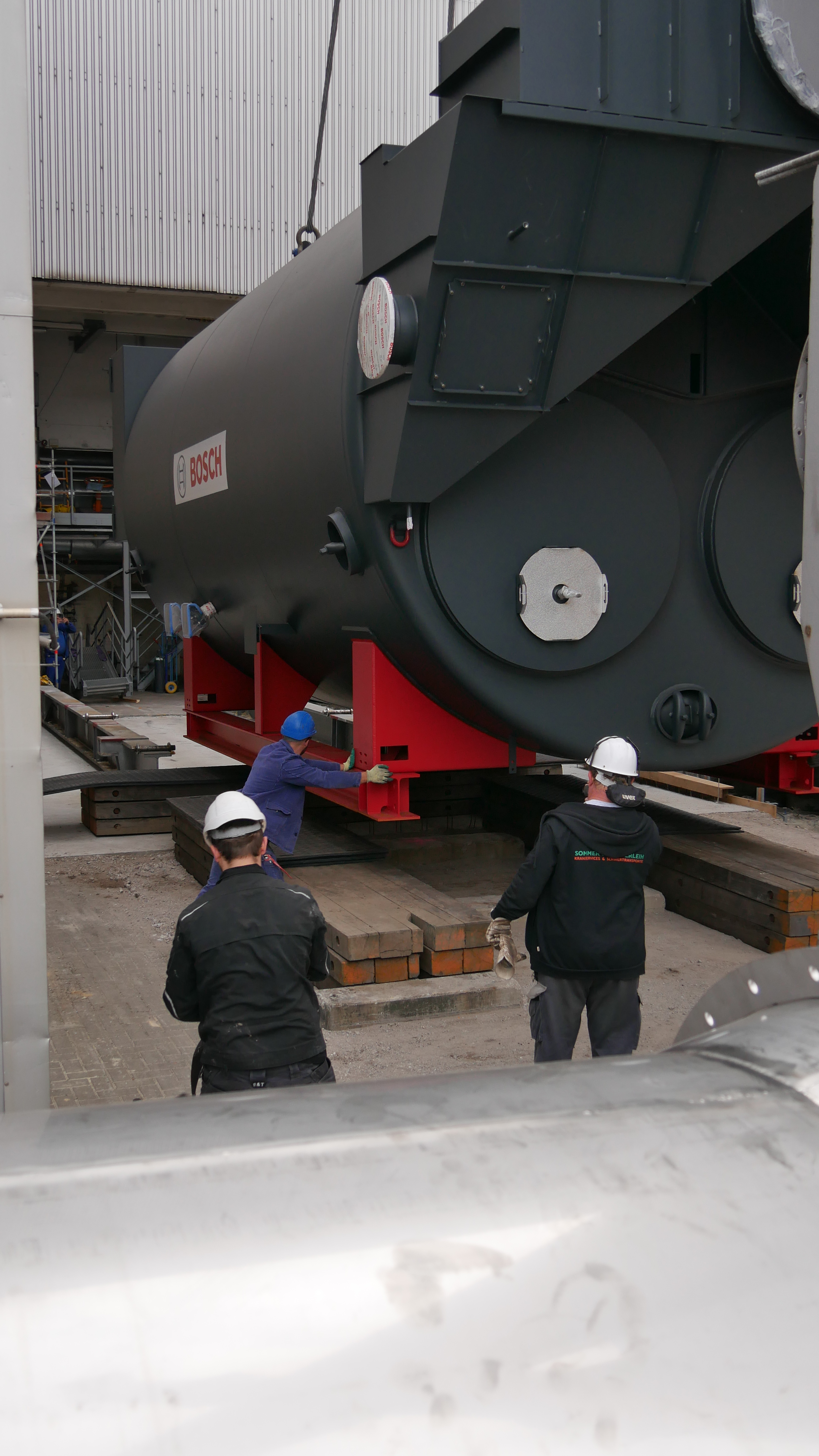
38MW-Kessel am Einbauort im KW Hafen